# Architecture high-tech

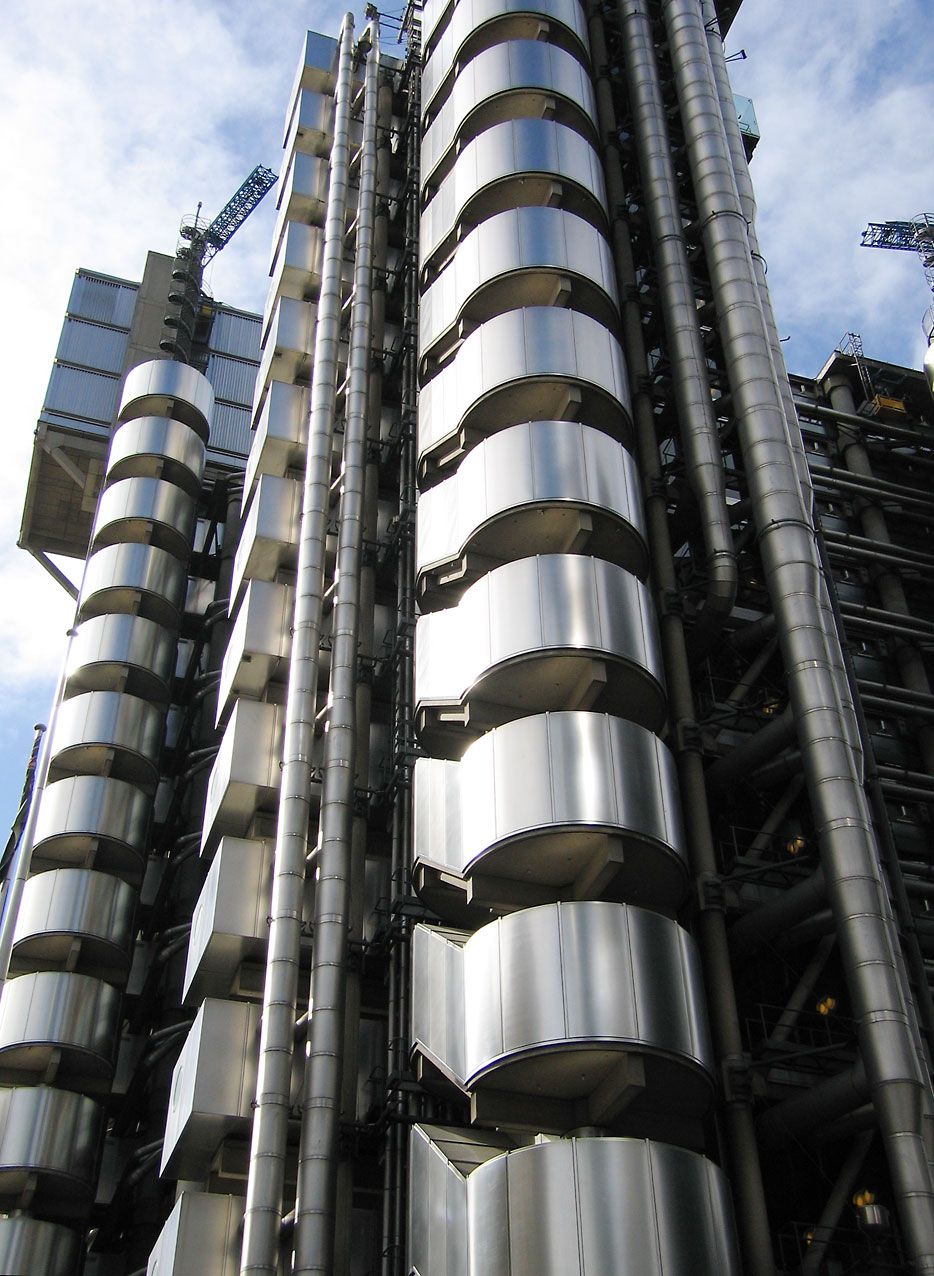
Le Lloyd's Building, Richard Rogers (1978-1986)

L'architecture high-tech ou techno-architecture, parfois intégrée dans ce que certains appellent le modernisme tardif, est un mouvement architectural qui émergea dans les années 1970, incorporant des éléments industriels hautement technologiques dans la conception de toutes sortes de bâtiments, logements, bureaux, musées, usines. Ce style high-tech est apparu comme un prolongement du Mouvement moderne , au-delà du brutalisme, en utilisant tout ce qui était rendu possible par les avancées technologiques, et avec une possible nuance d'ironie, comme le déclare Renzo Piano en 1997 dans le film de Richard Copans consacré au centre Georges Pompidou. 
Ce style apparaît durant la période où le Modernisme est déjà remis en cause, surtout en Angleterre et aux États-Unis, par le postmodernisme. Dans les années 1980, l'architecture high-tech semble peiner à s'identifier, se distinguer, face aux formes de ce dernier mouvement d'architecture qui privilégie le pastiche et l'historicisme, avant de réapparaître comme un mouvement plus profond et pérenne lors du déclin de ce mouvement postmoderniste au style formel. 
Ses figures importantes sont notamment Renzo Piano et Richard Rogers, d'autres architectes anglais comme Norman Foster, Michael Hopkins (en) et l'ingénieur Peter Rice.

## Origines

### Le contexte
La plupart des architectures représentatives de ce style ont été construites en Europe et aux États-Unis. 
Les avancées scientifiques et technologiques ont marqué la société des années 1970. Le summum de la conquête spatiale fut atteint en 1969 avec l'alunissage de Neil Armstrong et s'est accompagné avec du développement important en matière militaire des nouvelles technologies (ordinateurs, automates, nouveaux matériaux). Ces avancées ont permis de penser qu'un standard de vie très haut pouvait être atteint grâce à la technologie de pointe et arriver au domaine de la vie courante de tout un chacun et ne pas rester futuriste. Les éléments technologiques devinrent des objets de tous les jours pour les gens ordinaires de cette époque avec l'introduction dans la vie courante de la télévision, de chaînes hi-fi audio, très distinguables d'éléments standardisés de l'époque passée qui était déjà « électrique », mais pas encore « électronique ». 
L'influence des réflexions « technophiles » des Reyner Banham, Cedric Price, du groupe Archigram au Royaume-Uni ou des métabolistes japonais a eu un impact décisif sur l'esthétique high-tech. Des projets comme Plug-in Cityc sont à rapprocher de réalisations comme le centre Pompidou (surtout dans ses premières esquisses), où la structure porteuse et les «fluides canalisés» constituent le schéma du bâtiment. L'architecture high-tech est une protestation contre l'enlisement historiciste des structures modernes qui n'utilisent que la modélisation faite avant-guerre. Mais l'architecture high-tech reste très timide vis-à-vis de l'idée de structure bâtie en mouvement, en évolution perpétuelle de forme qui était l'essence du travail des métabolistes où le bâtiment était une superstructure permettant d'accueillir des modules supplémentaires en fonction des besoins (work in progress). De ce point de vue, et du point des tenants des techniques nouvelles « pointues » (l’anglicisme technologie a purement le sens de technique), l'architecture high-tech apparaît surtout comme un mouvement esthétique non structurel lorsqu'elle reste proche dans son résultat des formes cubiques des ouvrages des prédécesseurs, en continuation, sans entrer au même niveau dans la technicité que les structures légères tendues ou les volumes à surface minimum d'enveloppe (les dômes géodésiques)

### L’origine du nom

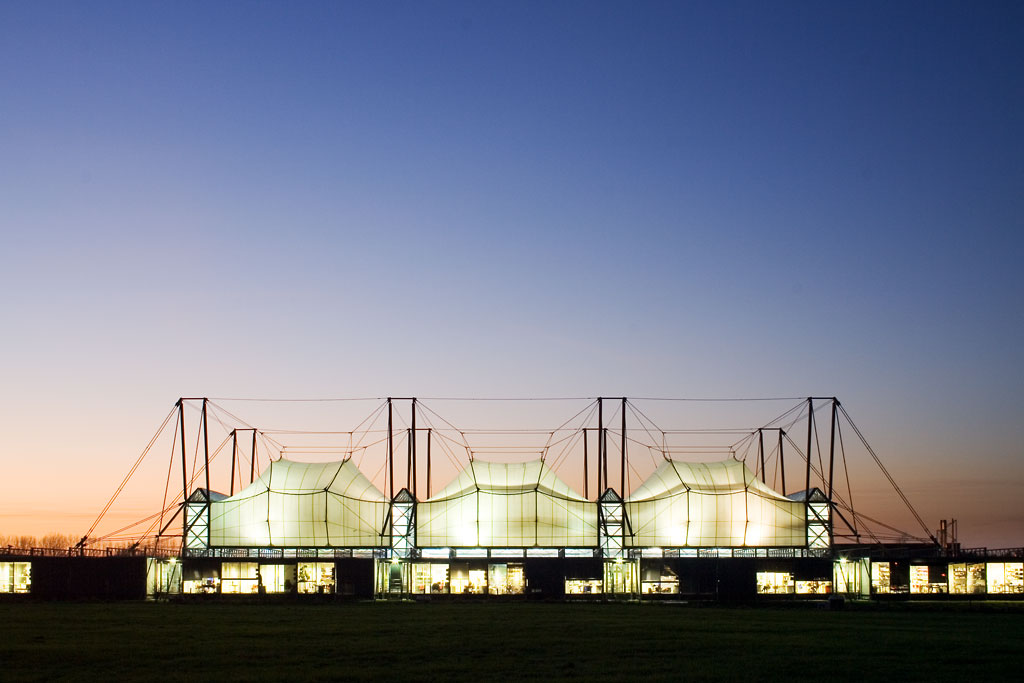
Le centre de recherche Schlumberger à Cambridge, Michael Hopkins (1985)

Ce style doit son nom au livre écrit par les critiques du design Joan Kron et Suzanne Slesin, High Tech: The Industrial Style and Source Book for The Home, et publié en novembre 1978 chez Clarkson N. Potter à New York. Ce livre, illustré par des centaines de photographies, montrait comment des designers, des architectes et de simples particuliers s'étaient approprié des objets industriels classiques — des bibliothèques, des béchers, des tréteaux niffer métalliques, des éléments de cuisine industrielle, des dispositifs lumineux pour usine ou aéroport, des plaids de déménageurs, des moquettes industrielles, etc. — trouvés dans des catalogues destinés à l'industrie et détournés pour un usage domestique. L'avant-propos d'Emilio Ambasz, ancien curateur pour le design au MoMA, inscrit cette mode dans un contexte historique.
Ce style décoratif, grâce au succès public du livre et la publicité qu'il suscita, fut appelé « high-tech » et fit passer au langage courant ce mot réservé professionnellement à un domaine encore un peu obscur pour le public. Ainsi en 1979, le terme « high-tech » apparut pour la première fois dans une caricature du New Yorker montrant une femme admonestant son mari de n'être pas assez high-tech : « You're middle-, middle-, middle-tech (Tu es vraiment moyennement-tech !) ». 
La boutique Ad Hoc Housewares à New York ouvrit en 1978 et commercialisa la première auprès du grand public ce type d'objets pour la maison. 
Après qu’Esquire publia par six fois des extraits du livre de Kron et Slesin, les plus gros distributeurs, à commencer par Macy's New York, commencèrent à décorer leur vitrine et leurs rayons de meubles en style high-tech. 
Le livre sera publié au Royaume-Uni, en France, au Japon, et, tout comme l'original, chaque édition y incluait un index permettant de trouver au niveau local les boutiques vendant ces objets.

## Les ambitions du high-tech
L'architecture high-tech fut d'une certaine manière une réponse à la désillusion croissante envers l'architecture moderne, à laquelle tentait déjà de répondre le brutalisme qui tentait de transformer en qualités par un retraitement au niveau des dispositifs de mise en œuvre ce qui était défauts dus aux matériaux. La réalisation des plans d'urbanisme de Le Corbusier avait conduit les villes à se couvrir de bâtiments monotones et standardisés. L'architecture high-tech créa une nouvelle esthétique en contraste avec l'architecture moderne usuelle. Dans le livre High Tech: The Industrial Style and Source Book for The Home, quand les auteurs parlaient de l'esthétique high-tech, ils accentuaient le côté impertinent, écrivant des phrases comme : « vos parents trouveraient ça insultant ». Ce genre de phrase amusante montrait l'esprit frondeur allant avec ce style en rupture avec le conditionnement donné par le « c'est la norme, c'est normal » à la tradition et au conventionnel.
Kron et Slesin expliquent aussi que le terme « high-tech » était utilisé auprès des architectes pour décrire le nombre croissant de bâtiments publics ou de logements qui avaient un air technologique grâce à la disposition ostensible de tuyaux, de boulons et d'écrous. Le centre Pompidou de Rogers et Piano en est un exemple. Ceci met en lumière l'un des objectifs de l'architecture high-tech, la glorification des « tripes » d'un bâtiment en les exposant. L'esthétique high-tech naît de cette mise en scène d'éléments techniques et structurels.
Pour la décoration intérieure, il existait une mode qui consistait à utiliser comme objets domestiques des ustensiles dont la conception à l'origine provenait de leur usage industriel, par exemple des béchers utilisés en guise de vase. Cette tendance, « ce qui est utile est beau par forme fonctionnelle », allait en parallèle avec le mouvement artistique du « faire toucher l'art à tous », le design qui concernait aussi bien le cadre de vie, les meubles, les objets de la maison que les vêtements et les accessoires portés par la personne. 
Dans cet esprit de non-distinction de l'utile et du beau dans ce qui est à voir débuta l'aménagement d'anciens entrepôts industriels en zone urbaine transformés en lofts. Au départ ce fut l'effet du pragmatisme économique aux États-Unis, où le centre-ville est une zone délaissée mal fréquentée et peu chère. En Europe continentale, le centre est une zone privilégiée, donc chère, et la motivation fut plutôt le sens patrimonial: effectuer une réhabilitation curative faisait perdre le sens de l'histoire de la ville, le loft est une valeur chic respectueuse du passé qui est constructif. On y adjoint le détournement positif par rapport à ses fonctions originelles. 
Un des objectifs du high-tech fut de réactiver les espérances d'améliorer le monde avec une technologie (ce fondement était très présent dans l'architecture des structures métalliques au XIXe siècle). C'est un aspect évident chez Kenzo Tange dans ses projets de bâtiments techniquement sophistiqués pour le Japon d'après-guerre en plein boum économique des années 1960. Cependant peu de ses plans furent construits.
Un autre des objectifs de l'architecture high-tech fut d'aboutir à une nouveauté dans l'esthétique des bâtiments non industriels par un emprunt à celle naturellement présente dans l'industrie dans les faits, sorte de sous-produit de l'ingénierie. L'architecture high-tech avait pour but de donner à tout objet ou espace une apparence qui concorde avec l'époque industrielle intégrée par tous via le vécu dans d'autres espaces que l'habitat ordinaire: espace de travail au bureau et de production avec les chaînes automatiques, espace fourni par l'automobile que l'on commençait à habiter avec les caravanes de loisir. Un modèle idéal d'espace était donné par la cabine de l'avion.

## Les éléments significatifs de ce style

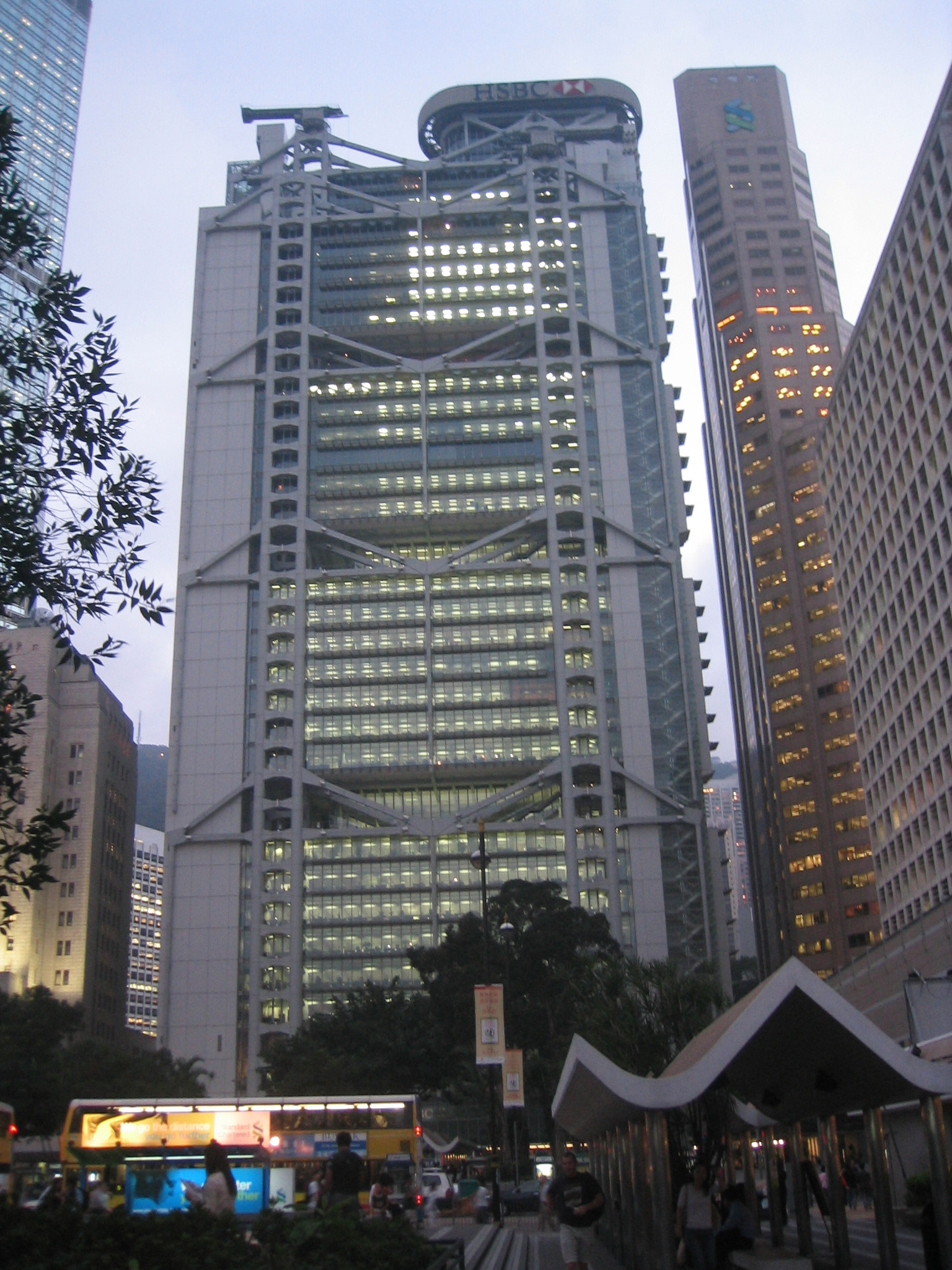
Le siège social de HSBC à Hong Kong, Norman Foster

La typologie de l'architecture high-tech a quelque peu varié, mais toutes les architectures high-tech avaient en commun la glorification des éléments techniques, avec une présentation ostentatoire des composants techniques et fonctionnels des bâtiments, ainsi que l'utilisation avec un jeu de composition ordonné d'éléments préfabriqués. Les murs de verre et les structures en acier furent aussi très prisés chez les architectes du high-tech, qui furent parmi les inventeurs du verre extérieur attaché (VEA) et du verre suspendu (Siège social de Willis Faber and Dumas à Ipswich et centre Renault de Norman Foster).
Pour les mettre en valeur, les éléments techniques étaient placés à l'extérieur, allant souvent de pair avec la structure porteuse bien apparente. La façade high-tech ne se résume pas à une paroi lisse opaque, mais est une paroi animée par les éléments constructifs. Un des exemples les plus typiques est le centre Pompidou à Paris où le système de ventilation est montré de façon spectaculaire sur l'une des façades. Cette esthétique apparaissait radicale parce qu'identique à celle donnée par la construction des usines et aucunement avec celle d'un musée. Pour un édifice de cette fonction, dans l'« ancienne » conception, les conduits de ventilation auraient été cachés à l'intérieur du bâtiment. Le système d'accès aux étages est aussi placé à l'extérieur, avec de gros tuyaux de circulation serpentant sur la façade. Le système de conception associe la façon de résoudre les contraintes dans un milieu industriel (ici avoir le plus de place utile à l'intérieur pour les expositions) avec la façon d'organiser un édifice public. Cette définition des espaces intérieurs à agencement libre modulable et articulable dynamiquement aboutit au plateau libre (déjà conceptualisé dans le Brutalisme).
La façon ordonnée et rationnelle avec laquelle les bâtiments de style high-tech sont dessinés pour garder leur essence fonctionnelle est brillamment démontrée avec la tour HSBC de Hong Kong de Norman Foster. En plus de la technologie, caractéristique primordiale de ce bâtiment, son architecture est très tournée vers le fonctionnalisme. Les espaces intérieurs ouverts et spacieux et les accès faciles à tous les niveaux accentuent sa fonction qui est d'être une banque. 
Les bâtiments high-tech utilisent énormément les murs-rideaux en verre et les structures métalliques. Ils sont en ça redevable de l'architecture du Style international, et de l'influence des gratte-ciel de Mies van der Rohe. La Willis Tower avait déjà démontré qu'avec des murs en verre et une structure en poutrelles métalliques, on pouvait construire des bâtiments hauts.

## Architecture high-tech hexagonale
En France, outre le centre Pompidou, l'architecture high-tech a été associée, peut-être confusément, à l'architecture de verre et de métal des années 1980, au point d'être même dénoncée comme style officiel par les détracteurs des Grands Projets de François Mitterrand : la pyramide du Louvre (1988) de Ieoh Ming Pei, l'Institut du monde arabe (1987) de Jean Nouvel en collaboration avec Architecture Studio ou la Très Grande Bibliothèque (1995) de Dominique Perrault. 
La particularité de ce type d'architecture "high-tech" n'est pourtant pas de chercher à magnifier la beauté de la structure (comme la tour HSBC) ou encore à interloquer en renversant les valeurs du laid et du beau (comme à Beaubourg), mais plutôt à atteindre à un minimalisme et un dépouillement par la transparence (l'hôtel industriel Berliet de Perrault en 1990) ou un brutalisme industriel (l'INIST de Nouvel en 1989). Mais il reste, dans certaines des premières productions de Nouvel, la croyance dans la technique — même gadgétisée — capable de profiter à l'architecture, comme avec les moucharabiehs de l'Institut du monde arabe ou les volets rouillés de l'hôtel Belle Rive à Bordeaux ; alors que l'hôtel industriel Berliet ouvrait plutôt une nouvelle page néo-moderne et minimaliste, dans une filiation plus apparente à Mies van der Rohe, en résonance avec certaines créations contemporaines au Japon ou dans le Vorarlberg (qui elles revendiquent plutôt l'appellation "low tech"), et en rupture avec l'ironie de l'architecture post-moderne ou de l'« héroïsme high-tech » originel. 
Enfin, elle résulte aussi d'une poussée des techniques de construction en métal et en verre vers toujours plus de transparence, avec l'apport d'ingénieur comme Peter Rice, intervenant tant sur le centre Pompidou que sur la pyramide inversée du Louvre, les serres du musée de la Villette et la Banque Populaire de l'Ouest de Decq et Cornette.
Ainsi, même s'ils sont plutôt associés au déconstructivisme, les productions des années 1980 d'architectes comme Bernard Tschumi ou Odile Decq et Benoît Cornette ont adopté une expression architecturale qui emprunte au high-tech (par exemple les passerelles dans le parc de la Villette ou le centre d’exploitation de l’autoroute A14 à Nanterre).

## Exemples d’architectures high-tech
- Siège social de HSBC - Hong Kong
- Tour de télévision de Žižkov - Prague
- Les tribunes du Lord's Cricket Ground - Londres
- Centre Georges Pompidou - Paris
- Centre de congrès international de Berlin